# Lucrezia Bendidio
Lucrezia Bendidio o Lucrezia Bendedei (Ferrara, 8 de abril de 1547-después de 1584) fue una cantante y noble italiana. 

## Biografía
Lucrezia Bendidio nació el 8 de abril de 1547 en Ferrara, hija de Nicolò Bendedei y Margherita Rossetti. Creció en la corte de Hércules II de Este. Comenzó como dama de honor de Leonor de Este en 1561. En septiembre de ese año conoció a Torquato Tasso en Padua, que estaba en presencia de su padre Bernardo, quien acompañaba al cardenal Luis de Este y a su hermana Leonor en sus habituales vacaciones de finales de verano. Hay constancia de que «siguiendo a la Princesa, como dama de honor, era una hermosa joven de quince años, de una de las grandes familias de Ferrara, Lucrezia Bendidio». Tras notar cierto interés en la joven, Tasso se enamoró de ella y le dedicó numerosas rimas petrarquianas. Continuó dedicándole versos incluso después de enterarse, en febrero de 1562, del próximo matrimonio de Lucrezia con el conde Baldassare Macchiavelli, pero el anuncio afectó profundamente a Tasso, de dieciocho años, quien estaba en su primer amor:

Misero! ed io là corro ove rimiri
fra le brine del volto e 'l bianco petto
scherzar la mano avversa a' miei desiri!
Or come esser potrà ch'io viva e spiri,
se non m'accenna alcun pietoso affetto
che non fian sempre vani i miei sospiri?
¡Miserable! Y yo corro hacia allá donde miras
entre la escarcha del rostro y el pecho blanco
bromeando la mano opuesta a mis deseos!
Ahora bien, ¿cómo puede ser que yo viva y respire,
si no menciono ningún cariño compasivo
que mis suspiros no siempre son en vano?

Como Tasso publicó en el verano de 1562 Rinaldo, un poema juvenil escrito en diez meses, algunos críticos reconocieron a Lucrezia en Clarice, uno de los personajes de la obra. El personaje de Tasso Licori en su obra Aminta se basó en ella. Con la familia Este, sin embargo, el poeta pudo seguir viéndola durante muchos años, mientras la dama entraba en contacto con los otros artistas que frecuentaban la corte en ese momento, entre ellos Giovanni Battista Guarini y Giovanni Battista Pigna, que también escribieron sobre su gran habilidad como cantante. Entre las composiciones de este último también hubo tres canciones inspiradas en la belleza de Bendidio y, entre otras cosas, sirvieron de inspiración para algunas reflexiones taxísticas sobre el amor publicadas en 1568 con el título de Considerazioni sopra tre canzoni di M. G. B. Pigna. También fue amante del cardenal Luis de Este durante mucho tiempo.
Formó parte del famoso Concerto delle donne durante su período inicial. Con su hermana Isabella Bendidio cantaba en las veladas privadas de la corte como parte de la musica secreta de la corte. Otra hermana, Taddea, se casó con Giovanni Battista Guarini, cuya hija, Anna Guarini, fue cantante en el Concerto delle donne durante su segundo período.